# .bj
.bj – domena internetowa (ccTLD) przypisana od roku 1996 do Beninu i zarządzana przez  Office of Stations and Telecommunications of Benin.

## Domeny drugiego poziomu
- barreau.bj
- com.bj
- edu.bj
- gouv.bj
- gov.bj
- mil.bj